# Alessandro Ciriani
Alessandro Ciriani (né à Pordenone le 2 août 1970  ) est un homme politique italien , frère cadet du sénateur Luca Ciriani et président de la province de Pordenone de 2009 à 2014.

## Biographie
Alessandro Ciriani s'est présenté comme indépendant au poste de maire de Pordenone aux élections locales italiennes de 2016, soutenu par une coalition de centre-droit Il prend ses fonctions le 20 juin 2016.
En 2024, il se présente aux élections du Parlement européen sur la liste du parti Fratelli d'Italia dans la circonscription du Nord-Est de l'Italie,. Il obtient 44 027 suffrages et est élu . Il démissionne de son mandat de maire de Pordenone le 28 juin 2024 .